# Черторицкая, Татьяна Владимировна
Татья́на Влади́мировна Чертори́цкая (р. 19 августа 1948, Магадан) — российский литературовед, кандидат филологических наук. Депутат Государственной думы первого созыва.
Окончила гуманитарный факультет отделение филологии НГУ и аспирантуру МГУ имени М. В. Ломоносова, доцент. Создатель и первый директор Института рукописной и старопечатной книги Российского Поволжья (г. Нижний Новгород). В 1993 году избиралась депутатом Государственной Думы первого созыва (1993—1995), была членом Комитета по образованию, культуре и науке, с 1994 года — членом Комитета по международным делам, членом Мандатной комиссии, председателем Постоянной комиссии по науке, образованию и культуре Межпарламентской ассамблеи стран СНГ.
Советник секретаря Совета безопасности РФ, член правления Социалистической партии России; автор двух монографий и многих статей по древним славянским литературам; автор компьютерных программ для аналитических исследований древних литератур.
Лауреат Национальной премии общественного признания достижений женщин «Олимпия» в 2001 г.